# Sylvilagus dicei
Sylvilagus dicei es una especie de conejo de la familia leporidae que vive en Costa Rica y Panamá.
Es similar a Sylvilagus brasiliensis, del cual se consideró una subespecie por algún tiempo. Ligeramente más grande y oscuro, con cola y espalda negruzcas. Es una especie poco conocida. Habita en los páramos de la Cordillera de Talamanca, en Costa Rica y Panamá. Amenazada por lo relativamente pequeño de su hábitat. Depredado por el coyote y el hombre.